# Куликов, Сергей Михайлович
Серге́й Миха́йлович Кулико́в (1885, Москва — 1973, там же) — русский и советский библиотекарь, инженер-энергетик и биограф.

## Биография
Сергей Михайлович Куликов родился в Москве в 1885 году. Уже в 1898 году, будучи учеником старшего класса реального училища, начал работать библиотекарем в Первом московском обществе трезвости. Обратил внимание на то, что спрос на книги духовно-нравственного содержания в библиотеке был невысоким, и что при этом у читателей пользовались интересом книги прикладного характера по естествознанию и технике, составлявшие лишь малую долю книжного фонда, и добился увеличения количества интересовавших читателей книг. Куликов проработал библиотекарем общества трезвости до 1911 года, а параллельно с этим ещё в 1907 году вступил в Общество электротехников и стал также заведовать его библиотекой. В 1913 году выступил с инициативой объединения библиотек всех существовавших в тот момент технических обществ, однако из-за начавшейся в 1914 году Первой мировой войны, в сражениях которой Куликов принимал участие, его идея не была реализована.
Только 14 (27) января 1918 был принят устав общества «Московская техническая библиотека», а 1 августа того же года в Москве по адресу Малый Харитоньевский переулок, дом 4 она была открыта. Несмотря на отсутствие в то время инженера Куликова в Москве, он был назначен председателем её правления в знак признания заслуг по созданию библиотеки. Через полгода библиотека была передана Научно-техническому отделу Высшего совета народного хозяйства и составила основу фонда Государственной научной библиотеки. 10 марта 1919 года Куликов получил мандат от Народного комиссариата просвещения на организацию библиотечно-библиографического подотдела Отдела внешкольного профессионального образования. Позднее работал заведующим информационным бюро Госторга и заведующим техническим отделом акционерного общества «Тепло и свет».
В последующие годы в течение четырёх десятилетий работал в Московском станко-инструментальном институте, где получил звание профессора. Заведовал Кафедрой инженерной графики, преподавал начертательную геометрию, был автором многочисленных статей, книг и учебников по данной теме.
После выхода на пенсию в 1953 году заинтересовался личностью своего бывшего руководителя — деятеля революционного движения и изобретателя Александра Логгиновича Линёва (1843—1918). С процессе поиска материалов для биографии обратил внимание на личность деда Александра Логгиновича — Ивана Логгиновича Линёва (1777—1841), военного, домовладельца и предположительного автора последнего прижизненного портрета поэта Александра Сергеевича Пушкина (так называемого «линёвского портрета»). Не имея искусствоведческого образования, собрал достаточный объём достаточно аргументированного материала для того, чтобы быть опубликованным в специализированном журнале «Искусство» (1972, № 8), став таким образом первым биографом Ивана Линёва. Скончался в Москве в 1973 году.